# Чинка (Грчка)
Чинка (грч. Χίνκα)- село је у општинској јединици Молосои, Јањински округ, Грчка. Према попису становништва из 2011. године било је 90 становника. Налази се на брду изнад десне обале реке Тири. Налази се 4 km источно од Агиос-Христофоросa, 14 km северозападно од Додониa и 20 km западно од Јањине.

## Становништво
| Година | Број становника у селу | Број становника у општини |
| ------ | ---------------------- | ------------------------- |
| 1981   | 264                    | -                         |
| 1991   | 107                    | -                         |
| 2001   | 87                     | 207                       |
| 2011   | 37                     | 90                        |